# British Motor Holdings
British Motor Holdings (BMH), var en brittisk fordonskoncern 1966-1968
British Motor Corporation slogs samman med Jaguar Cars till British Motor Holdings 1966. 
British Motor Holdings slogs samman med Leyland till British Leyland Motor Corporation (BLMC) 1968.

## Bilmärken
- från Jaguar Cars kom
  - Jaguar
  - Daimler
  - Coventry Climax
- från BMC kom
  - Austin
  - BMC
  - MG
  - Morris
  - Riley
  - Vanden Plas
  - Wolseley